# Junker Morsetaste M.T.

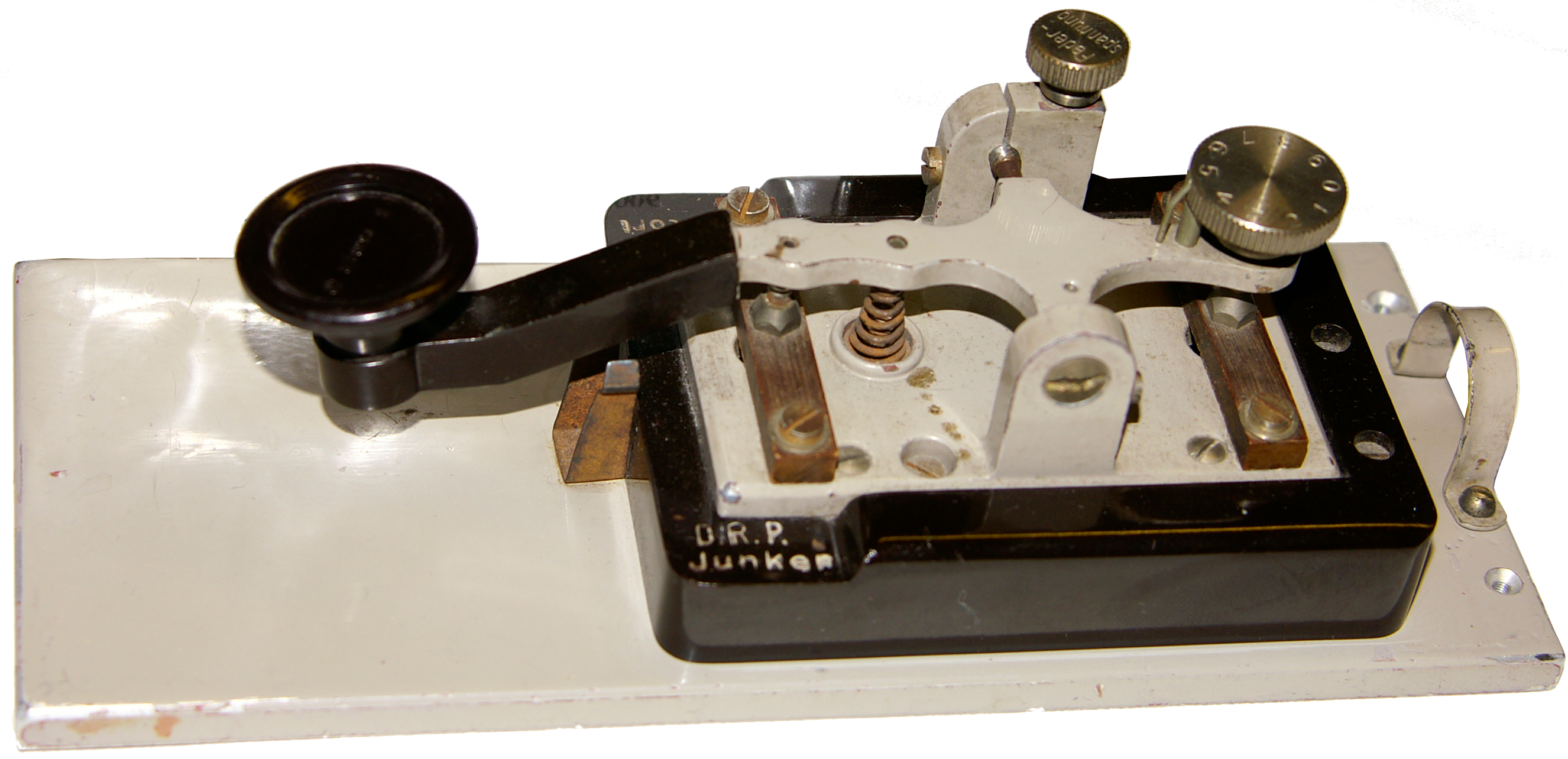
Junker-Taste, erste Ausführung (D.R.P.) von ca. 1933

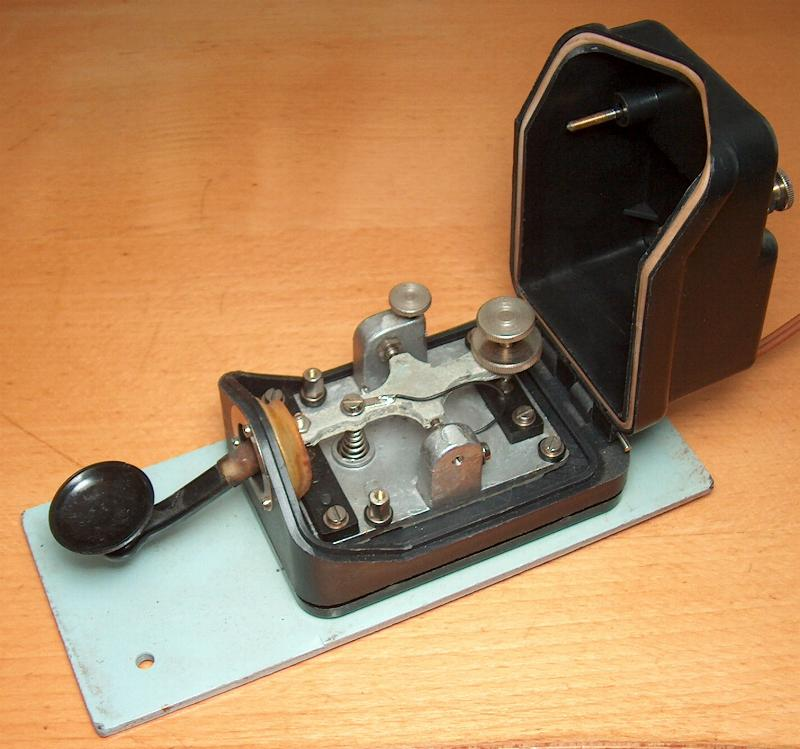
Nachbau der Junker-Taste aus der DDR, Typ MT50, Funkwerk Köpenick

Die Junker Morsetaste M.T. (auch Junker-Taste genannt) ist eine der am längsten fast unverändert hergestellten Morsetasten weltweit – sie wurde im Jahre 1931 zum Patent angemeldet und seitdem bis 2014 produziert.

## Verwendung
Die Taste ist vor allem im deutschsprachigen Raum verbreitet und gehörte zum Standard von Behörden und Institutionen (Bundeswehr, Norddeich Radio, DGzRS, Funkausrüstung der DEBEG bei Marine und Handelsmarine u. a.). Sie wurde vom Herstellerverbund Rundfunk- und Fernmelde-Technik der DDR lange Zeit nachgebaut. Im Amateurfunkbereich ist die Taste nach wie vor begehrt und in Gebrauch.
Von ihrer historischen Bedeutung her ist sie in etwa vergleichbar mit der J‑38 auf amerikanischer Seite.

## Beschaffenheit
Ab 1926 baute der ehemalige Kapitän zur See Joseph Junker seine Handtaste. Sie wurde 1931 patentiert und bis 2014 durch das von ihm gegründete Unternehmen Joseph Junker GmbH als Präzisions-Morsetaste Typ M.T. in nahezu unveränderter Ausführung produziert. Besonderheiten der Taste sind der verstellbare Federdruck des Gebearmes sowie der verstellbare Abstand zwischen den Schaltkontakten („Hub“) der Handtaste.
Die Patentschrift von 1931 argumentiert mit der notwendigen Anpassung der Taste an die unterschiedliche „Handschwere“ der Funker ohne Unterbrechung des Funkbetriebs. Es wurde also noch von einem fliegenden Wechsel der Funker an derselben Taste ausgegangen, um einen kontinuierlichen Betrieb ohne Ermüdungserscheinungen zu gewährleisten. Anhand von Markierungen an den Stellschrauben konnte die individuelle Einstellung schnell wiederhergestellt werden.

## Die Feinheiten

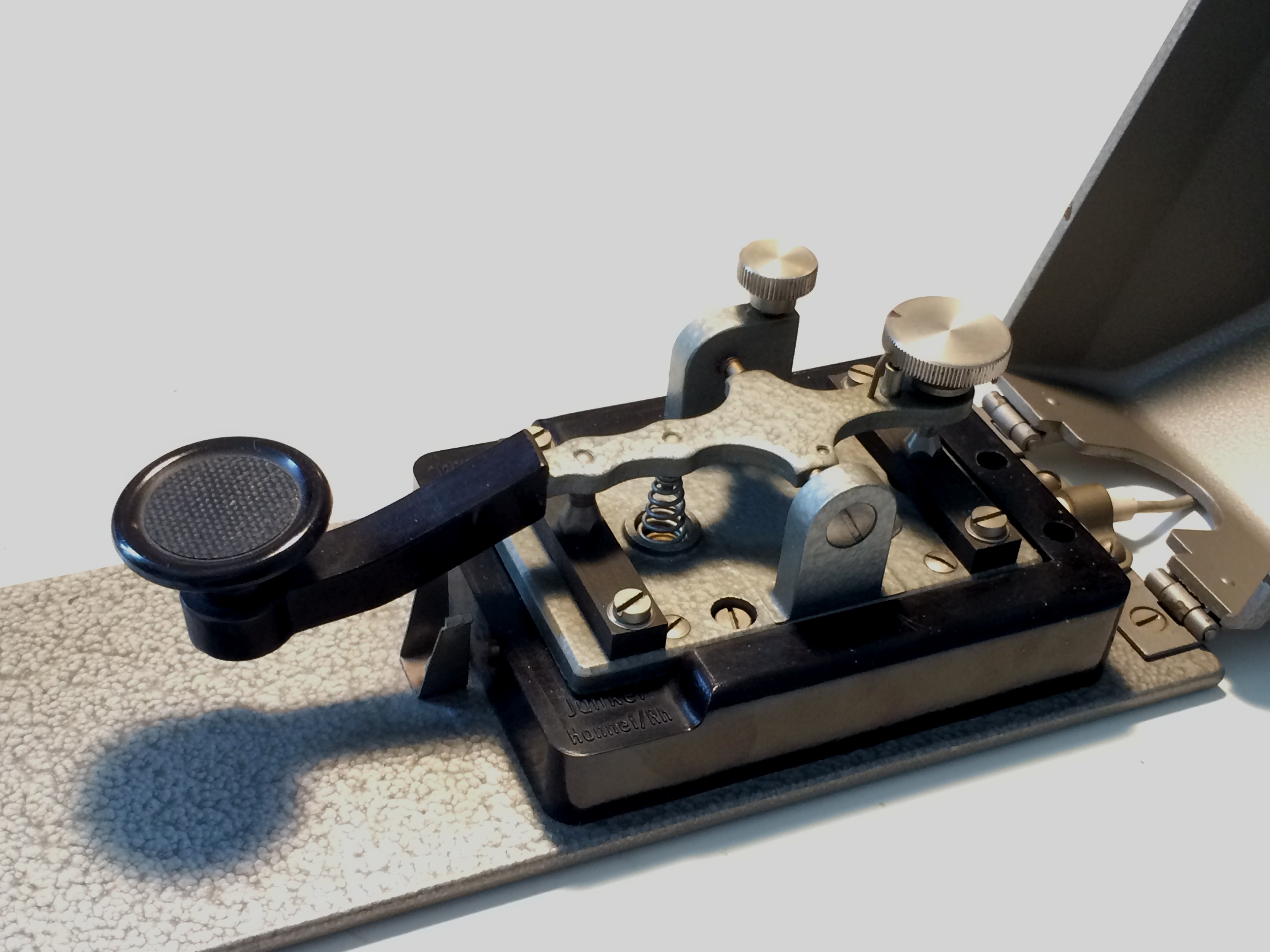
Die kommerzielle Taste in der Ausführung „Bund“, Lackierung Hammerschlag, grau, ca. 1960
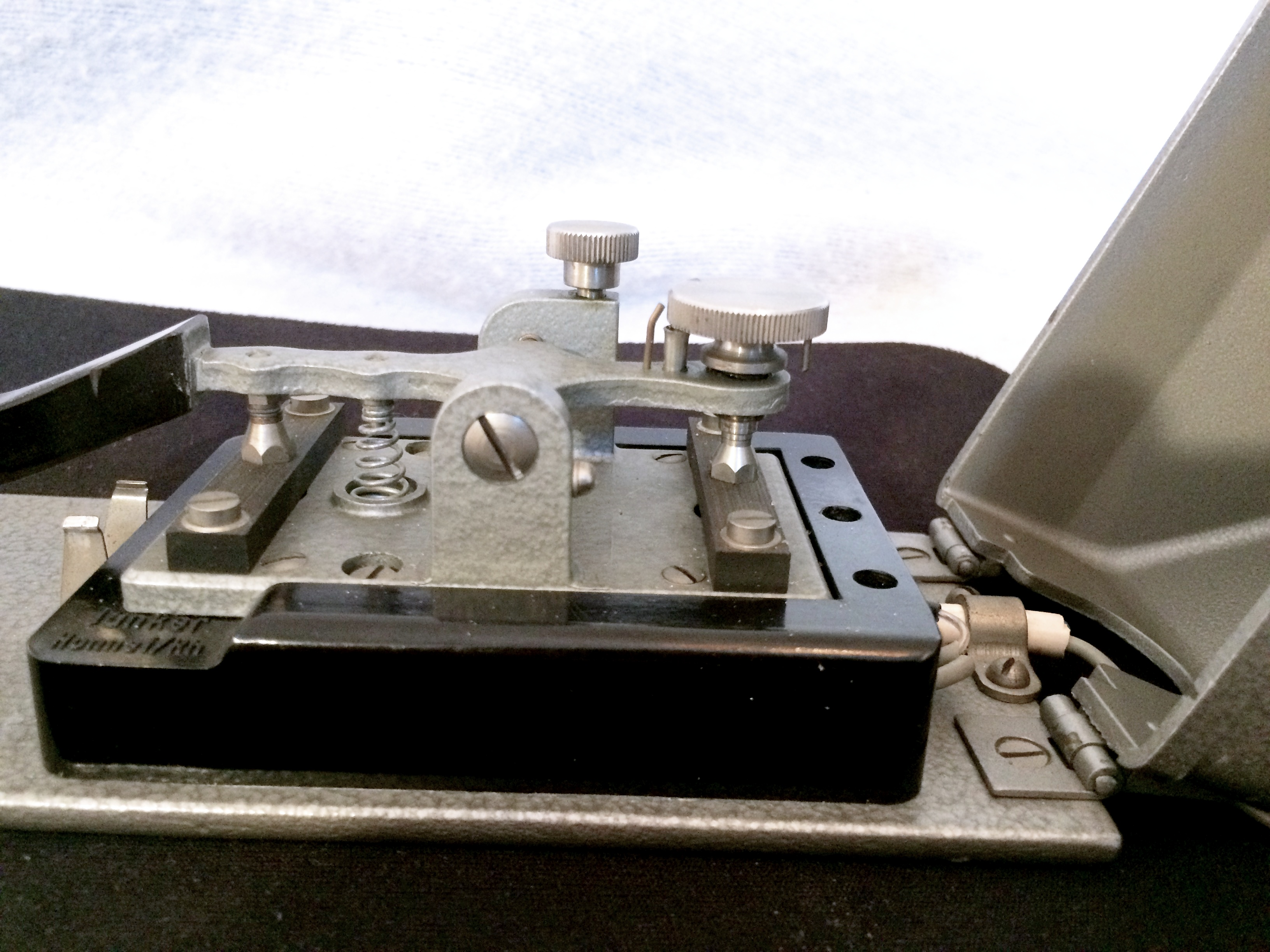
Seitenansicht, rechte Seite
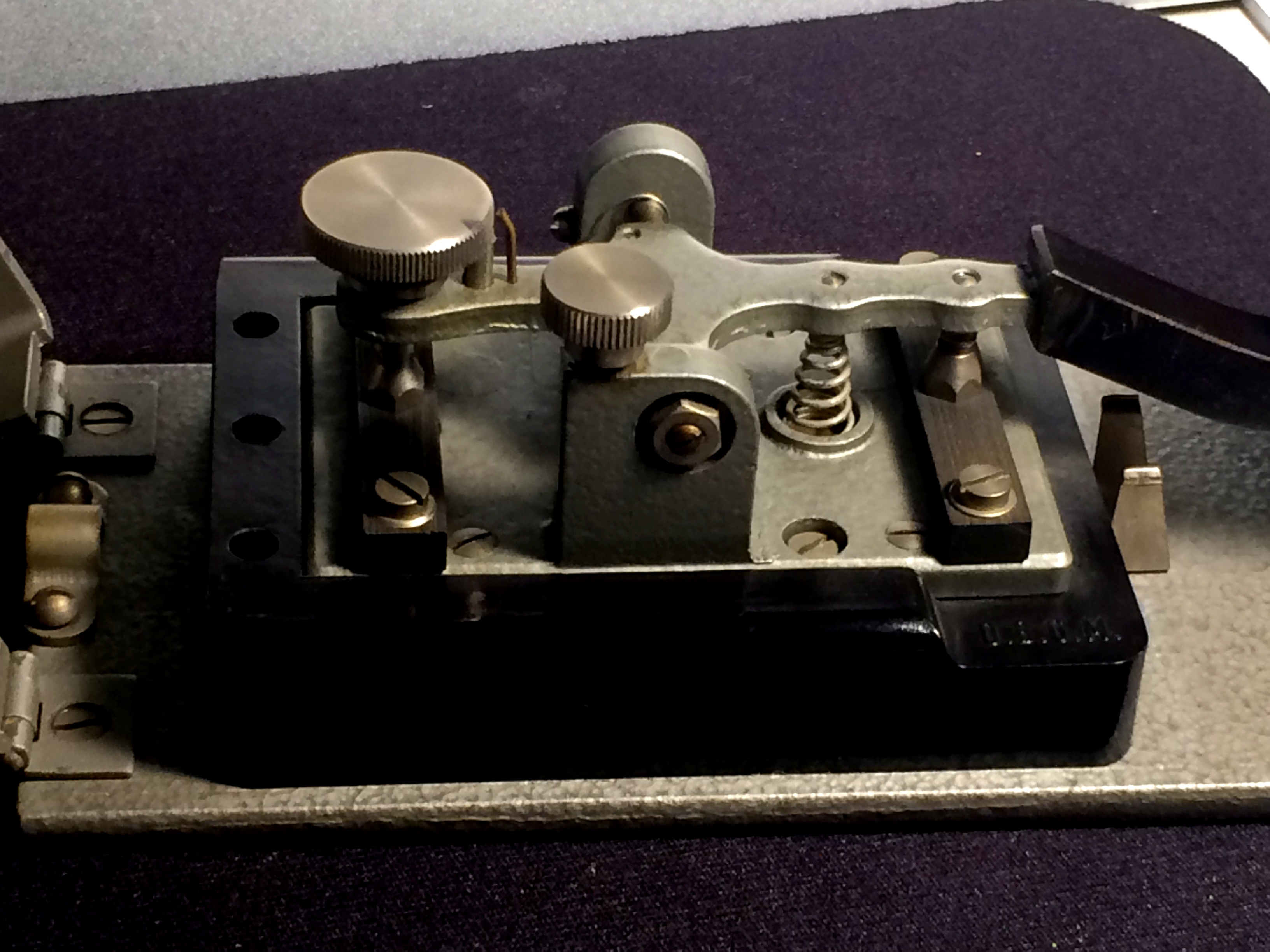
Seitenansicht, linke Seite
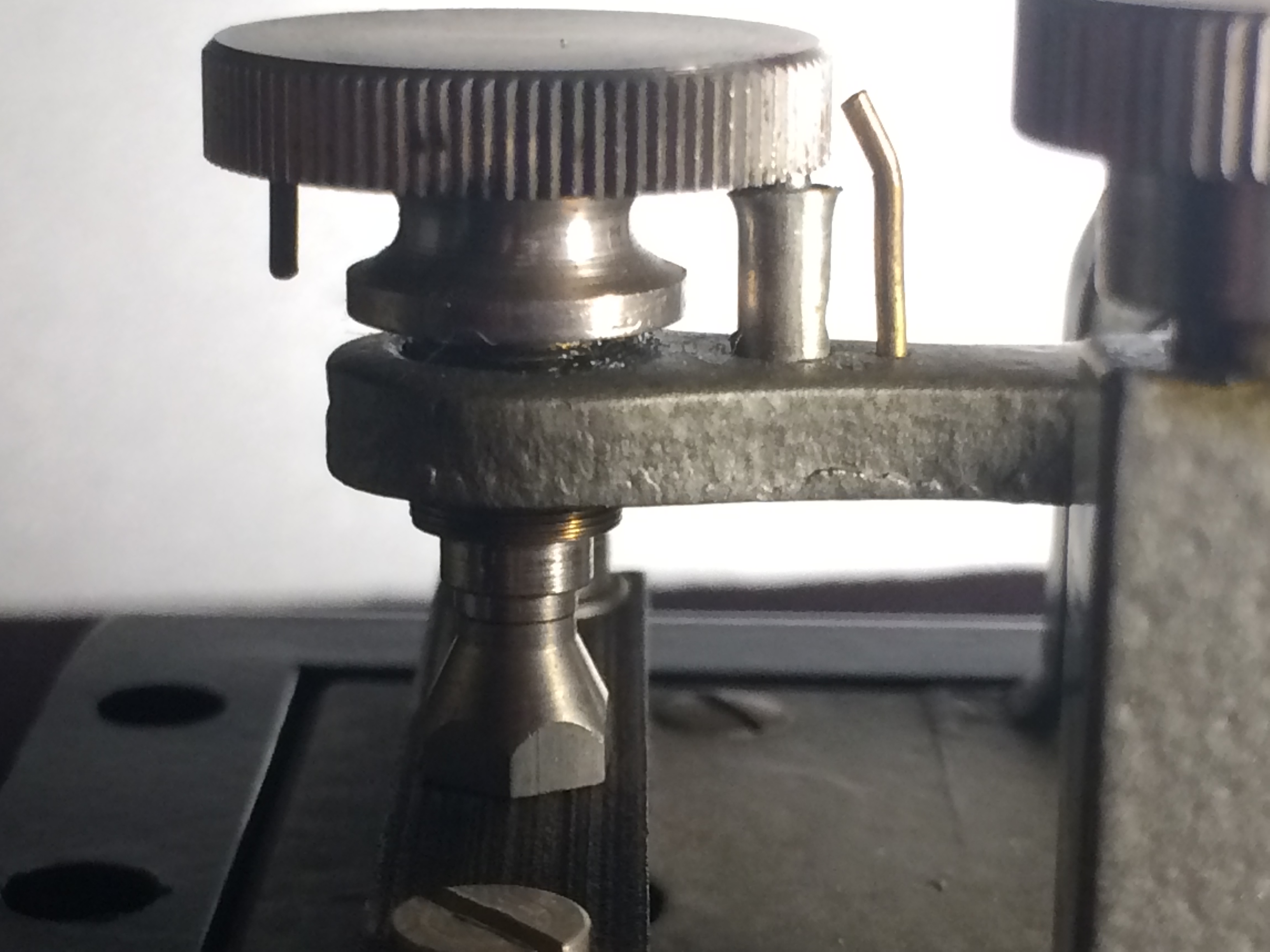
Rändelrad für die Hubeinstellung
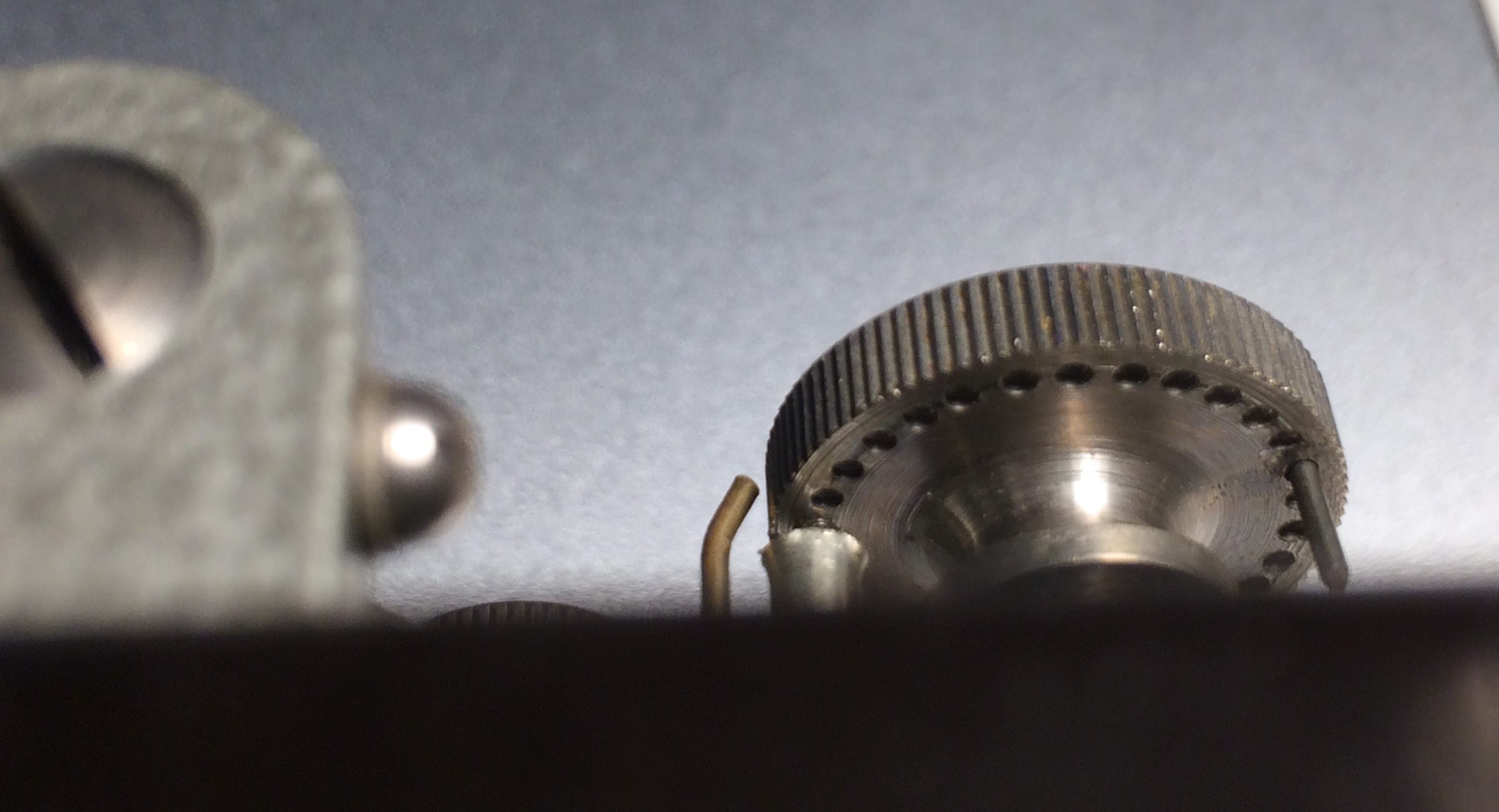
Rändelrad der Hubeinstellung von unten mit Rastlöchern
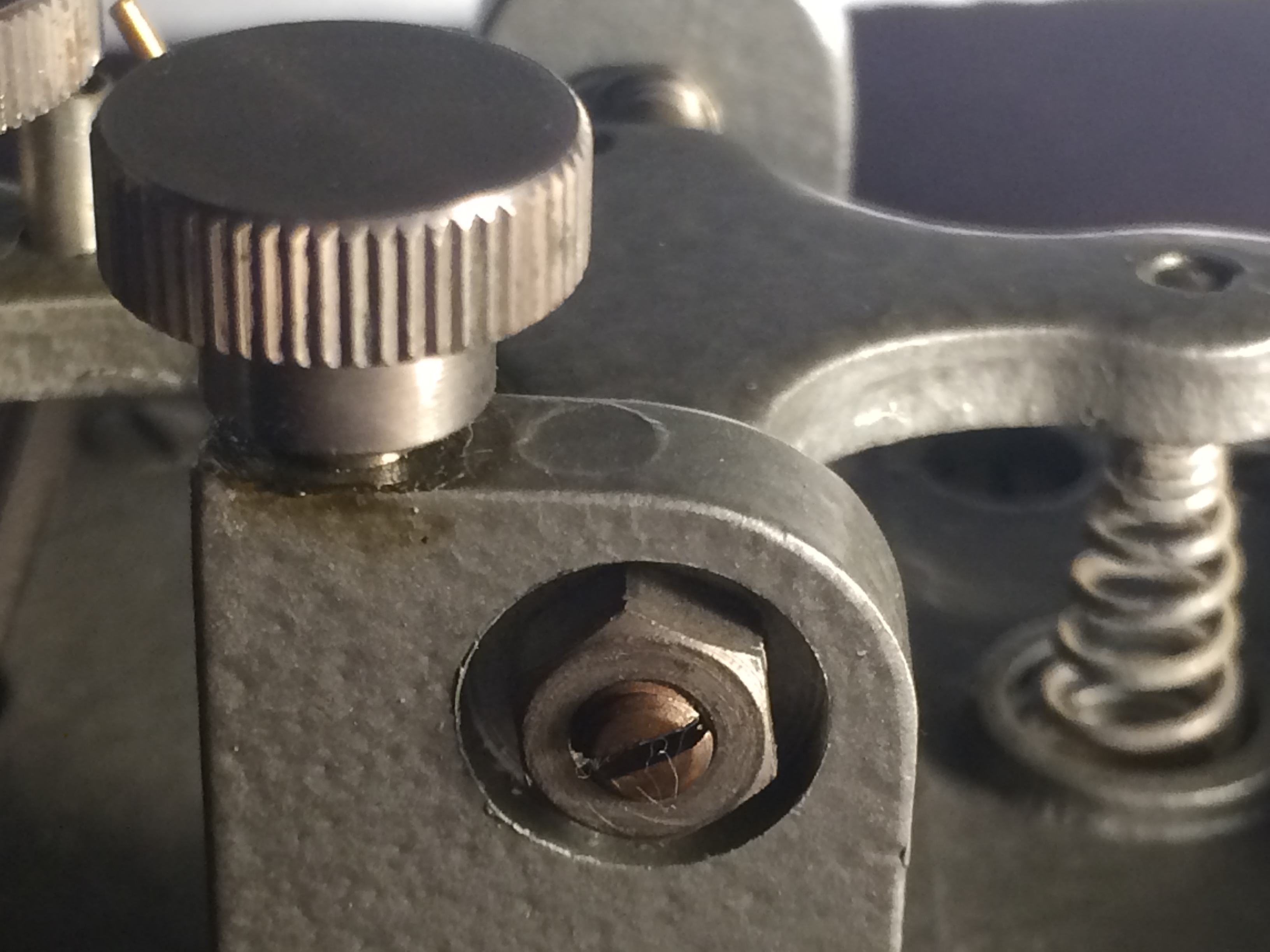
Rändelrad für die Einstellung Tastendruck
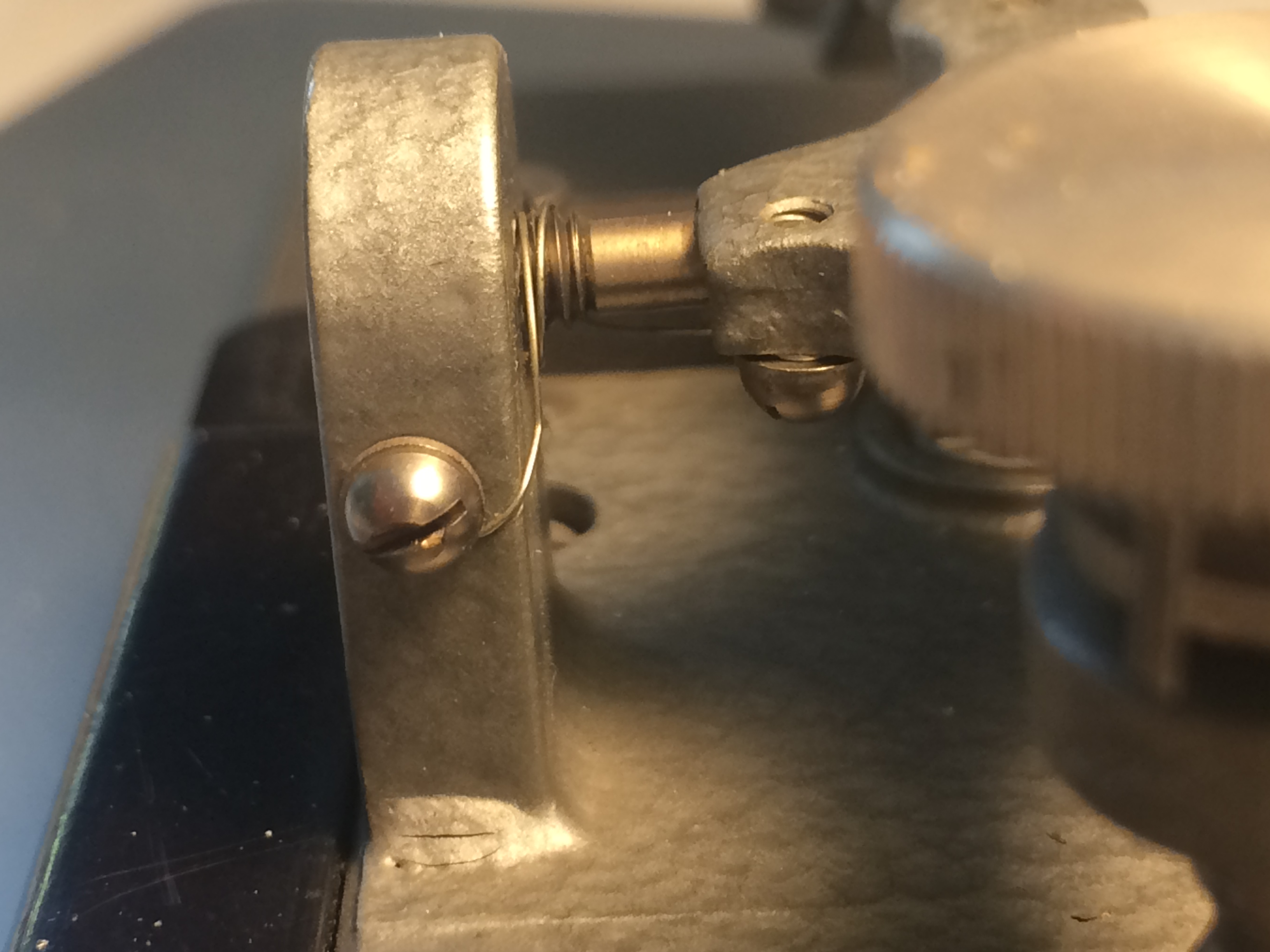
Elektrische Überbrückung der Gebearm-Lagerung

### Gehäuse
Die Taste ist auf einer Stahlblechsohle von 80 × 195 mm und 5 mm Dicke aufgebaut. Das Gewicht der kompletten Taste beträgt ca. 1 kg. Auf der Unterseite befinden sich drei Gummifüße, um eine gute Stand- und Rutschsicherheit zu gewähren. Der Schutzdeckel ist bis Mitte der 1960er aus Alu-Guss, später dann aus Stahlblech und schirmt das Innenleben der Taste gut gegen HF-Einwirkungen ab. Der Deckel wird mit einer Rastfeder unter dem Tastenarm geschlossen gehalten, damit man die Taste ohne Probleme am Deckel ergreifen und versetzen kann. Zur besseren Greifbarkeit befinden sich beiderseits am Deckel jeweils drei Riffel, damit man beim Greifen nicht unbeabsichtigt abrutscht.

### Mechanik
Bei der Mechanik handelt es sich um eine Präzisionsmechanik. Der Gebearm hat eine Kreuzform und ist wie die Tastenbasis ein Teil aus massivem Aluguss, an dessen Betätigungsende der Knopf aus Hartkunststoff (Bakelit) angepresst ist. Alle Arbeits- und Ruhekontakte sind mit Verschraubungen befestigt und können somit ersetzt werden. Der Gebearm ist mit einer Durchsteckachse in der Lagerung der Unterplatte befestigt. Diese Achse lässt sich spielfrei und dennoch leichtgängig justieren. Um eine gute Kontaktgabe zu gewährleisten, ist der Gebearm durch eine Bronzefeder elektrisch fest mit dem Unterteil verbunden. Am Hinterende des Gebearms befindet sich eine Rändelschraube zur Justierung des Tastenhubes; bei der kommerziellen Ausführung mit einer Kugelrastung auf der Unterseite und einem Zeiger zum Merken einer Einstellung. In das Unterteil ist eine Vorrichtung zur Einstellung des Tastendruckes eingebaut, die mit einer Rändelschraube bedient wird. Der Hub lässt sich aufgrund der präzisen Lagerung und Einstellmöglichkeit sehr fein einstellen, sodass selbst höchste Gebegeschwindigkeiten sauber machbar sind.

### Elektrik
Die Kontakte wurden bis Mitte der 1960er Jahre aus Silber, später aus Edelstahl gefertigt. Elektrisch sind alle drei Kontakte der Taste auf Anschlüsse an der Rückseite geschaltet. So kann die Taste entweder als Umschalter oder, wie allgemein üblich, als einfacher Schließer verwendet werden. Der hintere (Ruhe-)Kontakt bleibt geschlossen, bis die Taste betätigt wird. Der Ruhekontakt öffnet erst kurz bevor der Arbeitskontakt schließt, sehr einfach und sicher für eine automatische Sende-Empfangsumschaltung zu nutzen. Man könnte so zwischen den Zeichen hören (QSK). Zu Entstörungszwecken sowie zum Schutz der Kontakte vor Elektroerosion ist ein Funkenlöschkreis aus 100 Ohm mit 0,1 µF in Serie parallel zum Arbeitskontakt und eine Luftspule von 25 µH in Reihe zum Kontakt eingebaut.

### Seefunkstellen mit Junker-Taste
- Bordfunkstation DLAH, Dampfer Adolf Binder 1941. Abgerufen am 25. November 2019.
- Bordfunkstation DLAM, MS Adolf Vinnen 1955. Abgerufen am 25. November 2019.
- Bordfunkstation DKMY, MS Christiane Oldendorff 1962. Abgerufen am 25. November 2019.
- Bordfunkstation DGDC, MS Düsseldorf Express 1977. Abgerufen am 25. November 2019.
- Bordfunkstation DNGD, MS Dorothea Schulte 1981. Abgerufen am 25. November 2019.